# Гончаренко Владлен Гнатович
Владле́н Гна́тович Гончаре́нко (7 січня 1931, м. Златопіль Кіровоградської області — 4 березня 2018) — український юрист, педагог, професор, академік Національної академії правових наук України

## Біографія
У 1954 році закінчив юридичний факультет Київського державного університету ім. Т. Г. Шевченка (нині — Київський національний університет імені Тараса Шевченка).
З 1954 по 1962 працював слідчим в органах прокуратури Черкаської області, прокурором слідчого відділу обласної прокуратури, науковим співробітником Київського НДІ судових експертиз.
З 1962 року почав працювати в Київському державному університеті ім. Т. Г. Шевченка, де пройшов шлях від асистента, старшого викладача, доцента до професора, завідувача кафедри криміналістики.
З 1987 по 1997 рік — декан юридичного факультету Київського університету.
У 1999–2000 рр. — професор, завідувач кафедри Інституту адвокатури при Київському національному університеті імені Тараса Шевченка.
З 2000 року — ректор Інституту Генеральної прокуратури України по підвищенню кваліфікації прокурорсько-слідчих кадрів і науково-практичних розробок з питань організації роботи на основних напрямах прокурорської діяльності.
З 2002 по 2006 рік обіймає посаду професора, а з 2007 року — завідувач кафедри кримінального процесу і криміналістики Академії адвокатури України.
У 1968 році захистив дисертацію на здобуття наукового ступеня кандидата юридичних наук на тему: «Використання слідчим фотографічних і фізичних методів у розслідуванні та попередженні злочинів», а в 1981 році — дисертацію на здобуття наукового ступеня доктора юридичних наук на тему: «Методологічні проблеми використання даних природничих і технічних наук у кримінальному судочинстві» .
Вчене звання професора присвоєно у 1985 році, академіком Академії правових наук України обраний у 1993 році.
Помер 4 березня 2018 роцу у віці 87 років.

## Наукова діяльність
Напрями наукових досліджень В. Г. Гончаренка — філософія права, права людини, кримінальний процес, криміналістика, юридична психологія, правова інформатика та судова експертиза.
Опублікував понад 350 наукових праць, серед яких:
- «Науково-технічні засоби в роботі слідчого» (1972);
- «Злочин розкриває наука» (1973);
- «Основы применения кибернетики в правоведении» (у співавт., 1977);
- «Использование данных естественных и технических наук в уголовном судопроизводстве» (1980);
- «Научно-технические средства в следственной практике» (1984);
- «Кібернетика у кримінальному судочинстві» (1985);
- «Лазеры в криминалистике и судебных экспертизах» (у співавт., 1986);
- «Криминалисты и криминалистика» (у співавторстві, 1989);
- «Коментар до Закону про вищу освіту» (у співавт., 2002);
- «Експертизи у судовій практиці» (у співавт., 2005, 2010.);
- «Як розкриваються злочини (криміналістика у питаннях і відповідях)» (1996);
- «Науковий коментар Кримінального кодексу України» (у співавт., 2001, 2005, 2008, 2009);
- «Науково-практичний коментар Кримінально-процесуального кодексу України» (у співавт., 2003, 2006, 2007);
- «Правознавство: Словник термінів» (у співавт., 2007);
- «Лекції з судової психології, читані в Академії адвокатури України» (2008);
- «Криміналістика. Академічний курс» (у співавт., 2011);
- «Кримінальний процесуальний кодекс України. Науково-практичний коментар» (заг. ред., у співавт., 2012).

## Нагороди
- Заслужений діяч науки і техніки України (1991);
- Орден «За заслуги» III ступеня (1997);
- Відмінник освіти України (1999).